# Ligota Turawska (gromada)
Ligota Turawska – dawna gromada, czyli najmniejsza jednostka podziału terytorialnego Polskiej Rzeczypospolitej Ludowej w latach 1954–1972.
Gromady, z gromadzkimi radami narodowymi (GRN) jako organami władzy najniższego stopnia na wsi, funkcjonowały od reformy reorganizującej administrację wiejską przeprowadzonej jesienią 1954 do momentu ich zniesienia z dniem 1 stycznia 1973, tym samym wypierając organizację gminną w latach 1954–1972.
Gromadę Ligota Turawska z siedzibą GRN w Ligocie Turawskiej utworzono – jako jedną z 8759 gromad na obszarze Polski – w powiecie opolskim w woj. opolskim, na mocy uchwały nr VII/26/54 WRN w Opolu z dnia 4 października 1954. W skład jednostki weszły obszary dotychczasowych gromad Ligota Turawska, Bierdzany, Zakrzów Turawski i Kadłub Turawski ze zniesionej gminy Turawa w tymże powiecie. Dla gromady ustalono 27 członków gromadzkiej rady narodowej.
31 grudnia 1961 do gromady Ligota Turawska włączono obszar zniesionej gromady Dylaki w tymże powiecie; z gromady Ligota Turawska wyłączono natomiast wieś Bierdzany, włączając ją do gromady Jełowa tamże.
Gromada przetrwała do końca 1972 roku, czyli do kolejnej reformy gminnej.